# Jefferson City (Montana)
Jefferson City és una concentració de població designada pel cens dels Estats Units a l'estat de Montana. Segons el cens del 2000 tenia 295 habitants.

## Demografia
Segons el cens del 2000, Jefferson City tenia 295 habitants, 110 habitatges, i 85 famílies. La densitat de població era de 9,4 habitants per km².
Dels 110 habitatges en un 33,6% hi vivien nens de menys de 18 anys, en un 69,1% hi vivien parelles casades, en un 4,5% dones solteres, i en un 22,7% no eren unitats familiars. En el 20% dels habitatges hi vivien persones soles el 4,5% de les quals corresponia a persones de 65 anys o més que vivien soles. El nombre mitjà de persones vivint en cada habitatge era de 2,68 i el nombre mitjà de persones que vivien en cada família era de 3,11.
Per edats la població es repartia de la següent manera: un 25,4% tenia menys de 18 anys, un 5,8% entre 18 i 24, un 30,8% entre 25 i 44, un 27,5% de 45 a 60 i un 10,5% 65 anys o més.
L'edat mediana era de 40 anys. Per cada 100 dones de 18 o més anys hi havia 105,6 homes.
La renda mediana per habitatge era de 53.125 $ i la renda mediana per família de 52.917 $. Els homes tenien una renda mediana de 28.125 $ mentre que les dones 32.500 $. La renda per capita de la població era de 21.953 $. Cap de les famílies i l'1,4% de la població estaven per davall del llindar de pobresa.

## Poblacions més properes
El següent diagrama mostra les poblacions més properes.